# کیورتسی
کیورتسی (به روسی: Ківерці) شهری در استان ولین در کشور اوکراین واقع شده‌است. جمعیت این شهر ۱۳,۹۱۷ نفر (۲۰۲۱ تخمینی) است.